# ماتیاس رودولف
ماتیاس رودولف (انگلیسی: Matthias Rudolph؛ زادهٔ ۶ سپتامبر ۱۹۸۲) بازیکن فوتبال اهل آلمان است.